# Lucilia taiyanensis
Lucilia taiyanensis este o specie de muște din genul Lucilia, familia Calliphoridae, descrisă de Chu You-shen în anul 1975. Conform Catalogue of Life specia Lucilia taiyanensis nu are subspecii cunoscute.